# Malena Gracia
Almudena Gracia Manzano, conocida artísticamente como Malena Gracia (Madrid, 14 de septiembre de 1969) es una actriz, cantante, bailarina y vedetteespañola.
Su mayor reconocimiento es haber obtenido la certificación de triple disco de platino con más de 300 000 copias vendidas por su canción «Loca». Además ha participado como actriz en series televisivas con altos índices de audiencia.

## Biografía
Malena Gracia ha trabajado en cine, televisión, música, teatro y publicidad. Ha sido modelo y ha aparecido en varias revistas y programas de la televisión española. Su descubridor fue el productor y realizador Valerio Lazárov. Fue alumna de la escuela de danza "Daniel Cicaret". Estudió solfeo, canto e interpretación con los profesores Luis Arnedillo y la catedrática del Conservatorio de Canto de Madrid Inés Rivadeneira. Más tarde continuó sus clases con José Sepúlveda, en la escuela de Ángela Carrasco, especializada en musicales. Compartió profesor de canto con Shaila Dúrcal. Sus inicios para dedicarse al mundo del baile y el espectáculo no fueron fáciles, su familia era de orígenes humildes y fue durante siete años víctima de malos tratos de una de sus exparejas.
Durante los años 1990, trabajó en diversos espacios televisivos y empezó una carrera musical, como cantante de copla y canción española, estudiando canción española con el Maestro Julián Bazán. En 1992 publicó su primer disco de canción española "Vete con él". Su estilo más adelante cambiaría al pop, aunque siempre aspiró a ser cantante lírica.
Su popularidad televisiva creció en espacios como De lo bueno lo mejor, en sus sketches durante cuatro años en el popular programa de Antena 3, Arévalo & cia, una adaptación española de Benny Hill. Participó en los primeros capítulos de Hostal Royal Manzanares con Lina Morgan, serie que obtuvo en sus inicios cuotas de audiencia del 46 % y 8 500 000 de espectadores. También adquirió notoriedad en la prensa rosa. Presentó "Pase lo que pase" en Telemadrid junto al humorista catalán Jordi LP. También participó en varios especiales de Navidad en Telecinco junto a Lina Morgan.
A finales de los 90, formó junto a Yola Berrocal y Sonia Monroy el grupo SexBomb, del cual saldría poco después por su incompatibilidad con Yola y Sonia.
En el año 1998 fue elegida chica Playboy de Europa apareciendo en su portada. Ha posado desnuda o semidesnuda para las revistas Playboy, Man e Interviú (en esta apareció hasta en siete ocasiones, una de ellas posando junto a Yola Berrocal).
Tuvo una relación sentimental con el abogado Emilio Rodríguez Menéndez, condenado a nueve años y seis meses de prisión por fraude a la Hacienda pública. Desde la ruptura sufrió un fuerte acoso y persecución mediática por parte del letrado. En el año 2000, Malena Gracia interpuso una demanda por difamación contra su revista Dígame, donde consiguió por orden judicial secuestrar la revista. La cantante solicitó ayuda a la agencia de detectives Método 3, la cual colaboró con la policía para apresarle en el año 2005 en Argentina por haberse fugado a Paraguay para eludir la condena de la justicia española. Según Gracia, el abogado la chantajeó al saber que en el pasado ejerció puntualmente la prostitución.
Dos años más tarde de la separación del grupo SexBomb, Malena entra a formar parte del grupo de concursantes del reality de gran éxito en España Hotel Glam (2003), donde quedó tercera finalista y gracias a ello pudo conseguir financiación para continuar su carrera musical, con diversas canciones veraniegas y discotequeras. Durante su estancia en dicho programa inicia una relación sentimental con el actor venezolano Lino Martone, también concursante del reality.
En el año 2003 se produce el lanzamiento al mercado de su exitosa canción Loca bajo la discográfica Vale Music.La canción da título a su nuevo disco que consta de 10 canciones. "Loca" Alcanza altas cotas de popularidad en radio y eventos en España. Debido a su alto volumen de ventas alcanza triple disco de platino, la cual se convierte por antonomasia en la canción de dicho verano, sonando durante más de una década en España y publicada en un alto número de recopilatorios.
En el año 2005 estrenó en Barcelona la obra de teatro "Las corsarias" junto a Marlène Mourreau y Rosanna Walls. La obra solo duró tres días y posteriormente se descubrió que fue financiada por la trama Gürtel con 481 000 € auspiciada por Francisco Correa Sánchez y su socio "El Bigotes".
Malena Gracia ha intentado representar a España en el Festival de la Canción de Eurovisión en diversas ocasiones. Se presentó a la preselección española de 2008 con la canción "Un poquito más" pero no fue finalmente seleccionada eligiéndose a Rodolfo Chikilicuatre. En el año 2009 lo intentó con "Quiero volar". En el año 2010 vuelve a presentar otra candidatura para la preselección española de Eurovisión con su canción "La Vida".
Ha tenido numerosas apariciones en televisión como colaboradora del programa  "Sálvame" con Jorge Javier Vázquez, y en "DEC".
Entre sus últimos realities cabe destacar que fue cuarta finalista en el concurso de Supervivientes de Telecinco en el año 2010, no llegando a la final por pocos votos de diferencia. En esta edición participaron famosos y anónimos, siendo Malena la última famosa en ser expulsada, puesto que la final estuvo compuesta por tres concursantes desconocidos anteriormente para el público.
En abril de 2012 hace un llamamiento en televisión ante el posible robo de su hermana al nacer. Nació el 30 de agosto de 1960 de forma prematura, y por ello fue trasladada al Hospital Clínico San Carlos para ganar peso en la incubadora. Fueron a verla en varias ocasiones teniendo una evolución favorable, pero el duodécimo día les comunicaron que había muerto, sin permitirle a los padres ver el cuerpo, lo que muestra similitudes con uno de los procedimientos llevados a cabo en el robo de niños en la dictadura franquista.
En marzo de 2015 presentó su nuevo disco "Miénteme" en la cadena Telecinco llegando a ser trending topic en la red Twitter.
En febrero de 2021 se la relacionó sentimentalmente en prensa con el conocido humorista Arévalo, amigo de la artista durante más veinte años. Arévalo perdió a su mujer en diciembre de 2015, y la información posteriormente fue desmentida por ambos, lo que produjo malestar en el cómico por confundir una profunda amistad.
En el año 2016, forma parte del elenco de la adaptación teatral de la película de 1962 Atraco a las tres dirigida por José María Forqué, cuyo estreno se produjo el 5 de marzo en el Teatro Federico García Lorca de Getafe. La obra ha visitado diversos escenarios entre ellos el Teatro Real Carlos III de Aranjuez. En mayo de 2016 anunció en prensa que atravesaba dificultades económicas debido al fallecimiento de su madre en las navidades de 2015.

## Trayectoria
| Título                                  | País   | Director           | Personaje           | Notas                  |
| --------------------------------------- | ------ | ------------------ | ------------------- | ---------------------- |
| El aullido del diablo                   | España | Paul Naschy        | Chica               | Papel menor            |
| ¡Átame!                                 | España | Pedro Almodóvar    | Enfermera           | Papel menor            |
| Atasco en la nacional                   | España | Josetxo San Mateo  | Malena              | Papel secundario       |
| 219                                     | España | Miguel del Barrio  | Confidente          | Cortometraje           |
| La Poniponchi, una chica cuasi perfecta | España | Ivan G. Anderson   | Monja               | Papel secundario       |
| Gente de fiesta                         | España | Javier de la Torre | Claudia             | Película de televisión |
| El Anillo                               | España | David de la Torre  | Leonor              | Cortometraje           |
| Relaxing Cup of Coffe                   | España | José Semprún       | Chica en la piscina | Papel menor            |
| Cosmética Terror                        | España | Fernando Simarro   | Marujita Cósmica    | Papel principal        |
| Luces                                   | España | Alfredo Contreras  | Estela              | Papel secundario       |

| Año       | Título                  | Personaje         | Notas        | Canal de televisión |
| --------- | ----------------------- | ----------------- | ------------ | ------------------- |
| 1996      | Hostal Royal Manzanares | Nelly             | 1 episodio   | TVE                 |
| 1997-1999 | Arévalo y cia           | Varios personajes | 13 episodios | Antena 3            |
| 2000      | Paraíso                 | Marga             | 1 episodio   | TVE                 |
| 2006      | Con dos tacones         | Modelo            | 1 episodio   | TVE                 |
| 2007      | C.L.A. No somos ángeles | Malena            | 1 episodio   | Antena 3            |
| 2010      | Sexo en Chueca          | Famosa            | 1 episodio   | Telecinco           |
| 2016      | Paquita Salas           | Malena Gracia     | 1 episodio   | Flooxer             |
| 2017      | Indetectables           | Tatiana           | 2 episodios  | Flooxer             |
| 2023      | Vestidas de azul        | Malena Gracia     | 1 episodio   | Atresplayer         |

### Programas de televisión

#### Presentadora
- Presentadora de Playboy TV (1998/1999) (Playboy TV)
- Pase lo que pase (Telemadrid) junto a Jordi LP. (2000)
- Show store (Canal 7) (2001/2002)
- Ahora o nunca (Cincoshop) (2009/2010)
- Llamando se gana (Tienda en Veo) (2010)
- Llamando se gana (Canal Club) (2011)
- Marca y Gana (Cuatro TV) (2011/2012)

#### Colaboraciones
- De lo bueno, lo mejor (1995/1996) como azafata.
- Mamma Mia (2000/2002) en Telemadrid como colaboradora eventual.
- Crónicas Marcianas (2002/2005) en Telecinco como colaboradora eventual.
- TNT (2005/2006) en Telecinco como colaboradora eventual.
- A tu lado (2007) en Telecinco como colaboradora eventual.
- Oh la la (2007/2008) como colaboradora.
- Sálvame (2009) en Telecinco como colaboradora eventual.
- Sálvame Deluxe (2009) en Telecinco como colaboradora eventual.
- Vuélveme loca (2010) en La Siete como reportera.

#### Especiales
- Especial año nuevo 1994 (Telecinco)
- Especial navidad 1995 (La 1) junto a Lina Morgan
- Viaja con nosotros (1996) junto a Javier Gurruchaga
- Diario de... la cirugía estética (2005) presentado por Mercedes Milá.
- 21 Días Cómo convertirse en famoso (2010) en Canal Cuatro con Adela Ucar.
- Sálvame Stars (2017-2018). Especial fin de año de Telecinco presentado por Jorge Javier Vázquez.

#### Concursos y realitys
- Mañana serán estrellas (1993) en Telecinco, "2º puesto".
- El trampolín (1993) "1º puesto".
- Nuevos valores (1994) "1º puesto".
- El Super Trampolín (1994) "1º puesto".
- Hotel Glam (2003) en Telecinco como 3.ª Finalista.
- Supervivientes (2010) en Telecinco como 14.ª expulsada

### Teatro
- Compañía Teatral de Ricardo Hurtado (1982/1986)
- Las cartas boca abajo (de Miguel Mihura) (1988)
- El canto de la cigarra (de Alfonso Paso) (1989)
- Amor a medias (2000), de Alan Ayckbourn.[53]
- La decente (de Alfonso Paso)(2001/2002)
- Tres mujeres sin punto com (2012)
- Que descanse en paz, pero que lo haga ya (2013)
- Prohibido seducir a los casados (2014)
- Dos en apuros (2015/2016)
- Atraco a las tres (2016) (de Carlos Pardo García).[54]

### Musicales
- Maridos en paro (de Zori y Santos) (1994)
- Con ellos llegó la risa (junto con María Isbert) (1996)
- Vaya tela (junto a los hermanos Calatrava) (1997)
- Loca por ti (espectáculo de creación propia) (1998)
- Atrévete (espectáculo de creación propia) (1999/2001)
- Grease Tour (junto a otras como: la cantante Rebeca, Mónica Mey y Sandra Morey) (2002/2003)
- Vuelven las corsarias  (junto a Marlene Morreau y Rosanna Walls) (2005)
- Canción del Olvido (2015)

### Otros eventos
- "Representante de España en el primer Congreso Playboy de 1999 en la isla de Roda (Grecia)"
- Actuación en "Dancing queen Barcelona 2007"
- "Pregonera de las fiestas de Santa Cruz de Retamar (Toledo) 2007"
- "Cabalgata del día del Orgullo Gay en Madrid casi todos los años"
- "Pregonera del Orgullo Gay 2008"
- "Candidata a representar a España en el Festival de Eurovision tres años consecutivos (2008, 2009, 2010)"

## Discografía

### Discos
| Año  | Título                                                                           |
| ---- | -------------------------------------------------------------------------------- |
| 1992 | Vete con él - Discográfica: Zafiro Records - Formato: Vinilo/ Casete - Temas: 10 |
| 2000 | Atrévete - Discografía: Independiente - Temas: 10                                |
| 2003 | Loca - Discográfica: Vale Music - Formato: CD - Temas: 10 - 3x Platino: 300 000  |
| 2004 | Bombón latino - Discográfica: Vale Music - Formato: CD - Temas: 3                |
| 2011 | Soy la mejor - Discográfica: P Music y Digimusic - Formato: CD - Temas: 10       |

### Temas
| Año  | Sencillo a la venta |
| ---- | --- |
| 1999 | - My dreams |
| 2003 | - Loca |
| 2004 | - Bombón latino - Yo soy el fuego |
| 2005 | - Infinitamente gay |
| 2006 | - Chica mala |
| 2008 | - Porteras de discoteca (Con Paco Clavel)                                                                                               |
| 2011 | - Soy la mejor |
| 2013 | - Move it |
| 2015 | - Despertar |
| 2016 | - Otra vez - No te detengas (Feat Lexter)                                                                                               |
| 2017 | - Quiero más |
| 2018 | - Mira como bailo (Con Reina Saba) - Despecho (Feat Reina Saba, Lorna, Miway) - Despecho (Remix D.V)                                    |
| 2019 | - Quiero más (Feat Oscar Yestera) Remix - Dulce tentación - Provocando (Feat El Capo)                                                   |
| 2020 | - Adicto a ti (Feat David Casamayor) - Quédate una noche (Feat Alex Cantó) - Que pereza (Feat Shandy G)                                 |
| 2021 | - Empoderadas (Feat Christina Rapado) - Popperas (Feat Cristini Couto)                                                                  |
| 2022 | - La última canción |
| 2023 | - Yo te siento así - What a feeling - Never ending story                                                                                |
| 2024 | - Popperas (Feat Cristini Couto) [Versión House] - Forever Young (Remix) - El hombre que me hacía reír - Menos mal que no (Con Gibrann) |
| 2025 | - Provocando (Feat El Capo & JC el triunfador) - Bailando dos corazones (Feat Miguel Castro) - Llévame a Ibiza (Feat Locomia) - Ámame   |

### Adicional
- Es una lata el trabajar (B.S.O. Hotel Glam)

### EP
| Año  | Título                                                 |
| ---- | ------------------------------------------------------ |
| 1999 | - Malena                                               |
| 2008 | - Miénteme otra vez                                    |
| 2010 | - La vida                                              |
| 2013 | - Move it                                              |
| 2015 | - Miénteme - Despertar                                 |
| 2016 | - Otra vez                                             |
| 2018 | - Mira como bailo (Feat Reina Saba)                    |
| 2025 | - Empoderadas (Feat Christina Rapado) [Deluxe Edition] |